# クリスタプス・ポルジンギス
クリスタプス・ポルジンギス（Kristaps Porzingis ラトビア語：Kristaps PorziņģisIPA: ['kris.taps 'pʊ͡ɔr.ziɲ.ɟis]; 1995年8月2日 - ）は、ラトビアのリエパーヤ出身のプロバスケットボール選手。NBAのアトランタ・ホークスに所属している。ポジションはセンターまたはパワーフォワード。愛称はユニコーン。

## 経歴

### CBセビリア
6歳の時に地元リエパーヤのクラブチームのユースチームに入団したポルジンギスは、2011年にスペインに渡り、リーガACBのCBセビリアと契約。2011-12シーズンはBチームで過ごした後、2012-13シーズンよりトップチームに所属。レベルの高いリーガACBの中でも有望株として注目されたポルジンギスは、2014年のNBAドラフトにエントリーする予定だったが回避。2014-15シーズンはユーロカップでも活躍し、ライジングスター賞を受賞した。

### ニューヨーク・ニックス

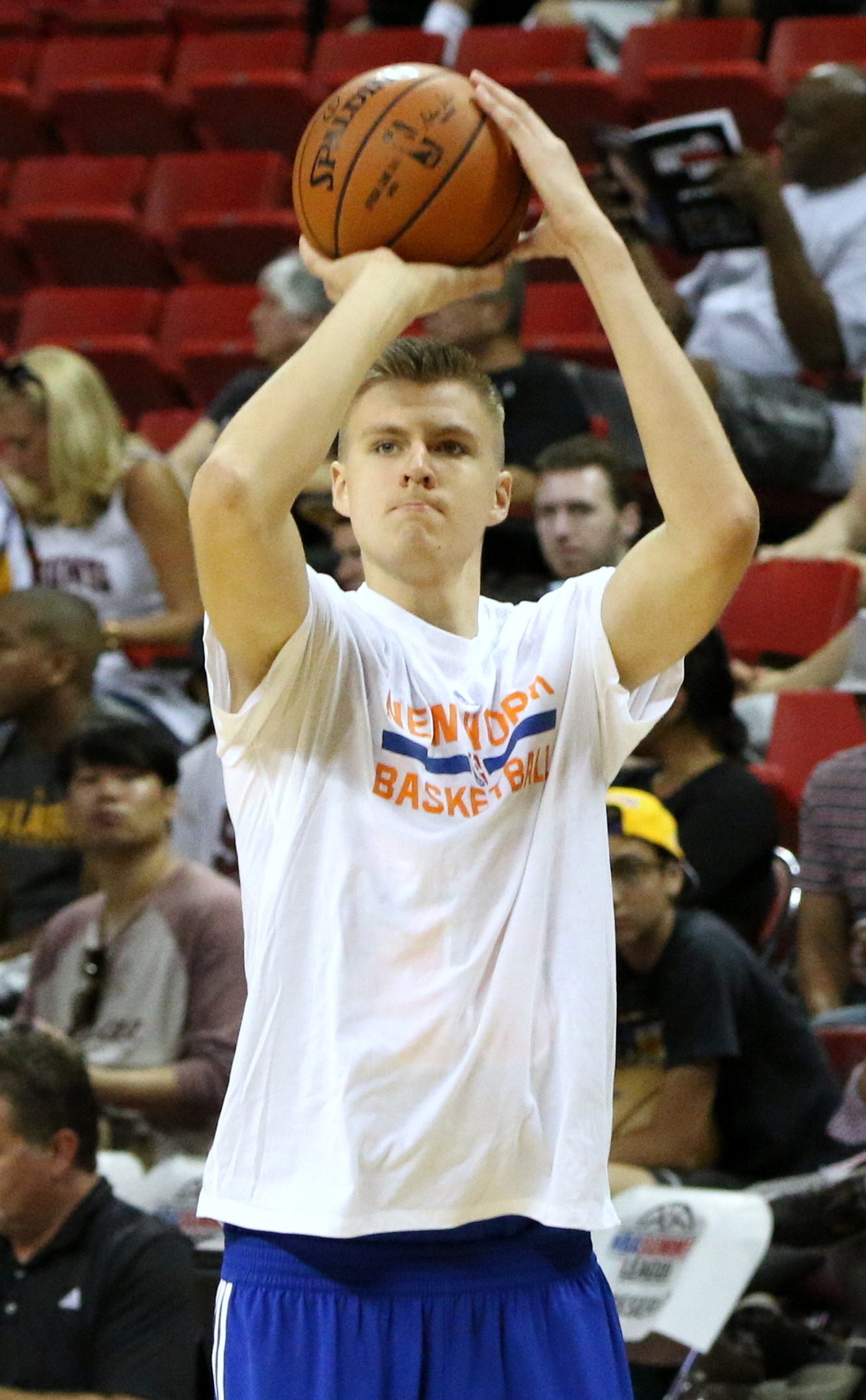
2015年のポルジンギス

自信を付けて改めて2015年のNBAドラフトにエントリーを表明。全体4位という高い評価を得てニューヨーク・ニックスから指名された。なおドラフト会場に居たニックスファンからは昨シーズンの低迷もあり即戦力となる選手を期待していただけに全米では無名に近かったポルジンギスの指名が決まった直後ファンからブーイングが巻き起こった。更に同チームのエースであるカーメロ・アンソニーもポルジンギスの指名を疑問視する発言をした。1年目の2015-16シーズン、HCのデレック・フィッシャーからスターターに抜擢され、開幕戦のミルウォーキー・バックス戦で16得点、5リバウンドでNBAデビュー。11月17日のシャーロット・ホーネッツ戦では、自己最高の29得点を記録した。12月16日のミネソタ・ティンバーウルブズとの対戦では7つのブロックショットを記録した。その後もドラフト時の評価を覆す活躍で、このシーズンは72試合に平均28.4分の出場で、14.3得点、7.3リバウンド、1.3アシスト、0.7スティール、1.9ブロックを記録し、NBAルーキー・オブ・ザ・イヤー賞の投票では、カール＝アンソニー・タウンズに次いで2位となり、ルーキー・オブ・ザ・イヤーは逃したが、NBAオールルーキーチームの1stチームに選出された（。
2016-17シーズンの2016年11月16日に行われたデトロイト・ピストンズ戦で35得点を記録、試合はニックスが105-102で勝利した。12月11日に行われたロサンゼルス・レイカーズ戦で26得点、12リバウンド、キャリア・ハイタイの7ブロックを記録、試合はニックスが118-112で勝利した。2017年1月19日に行われたワシントン・ウィザーズ戦で左アキレス腱痛から4試合ぶりに復帰、NBAキャリア初のベンチからの出場となった。ポルジンギスは15得点を記録したが、試合はウィザーズに113-110で敗れた。2017年のオールスターウィークエンドではチーム・ワールドの一員としてライジング・スターズ・チャレンジに出場、更にNBAスキルチャレンジでは優勝を飾った。このシーズンは66試合に平均32.8分の出場で、18.1得点、7.2リバウンド、1.5アシスト、0.7スティール、2.0ブロックを記録した。
2017-18シーズンの2017年10月30日のデンバー・ナゲッツ戦では38得点を記録。11月5日のインディアナ・ペイサーズ戦では、自己最多を更に更新する40得点に加え、6ブロックショットを決めた。12月12日に行われたロサンゼルス・レイカーズ戦で37得点、11リバウンドを記録、試合はニックスがオーバータイムの末、113-109で勝利した。2018年1月23日、2月18日に行われるNBAオールスターゲームに出場することが発表されたが、2018年2月6日に行われたミルウォーキー・バックス戦で左膝前十字靭帯断裂の重傷を負った。2018年のNBAオールスターゲームに初選出されていたが、この負傷により欠場となった。

### ダラス・マーベリックス
2018-19シーズンは前年の前十字靱帯の負傷の影響により全く試合に出場できなかった中、2019年1月31日、ティム・ハーダウェイ・ジュニア、コートニー・リー、トレイ・バークと共にデアンドレ・ジョーダン、ウェズリー・マシューズ、デニス・スミス・ジュニア、複数のドラフト1巡目指名権とのトレードでダラス・マーベリックスに移籍した。オフにマーベリックスと5年総額1億5800万ドルで契約延長した。

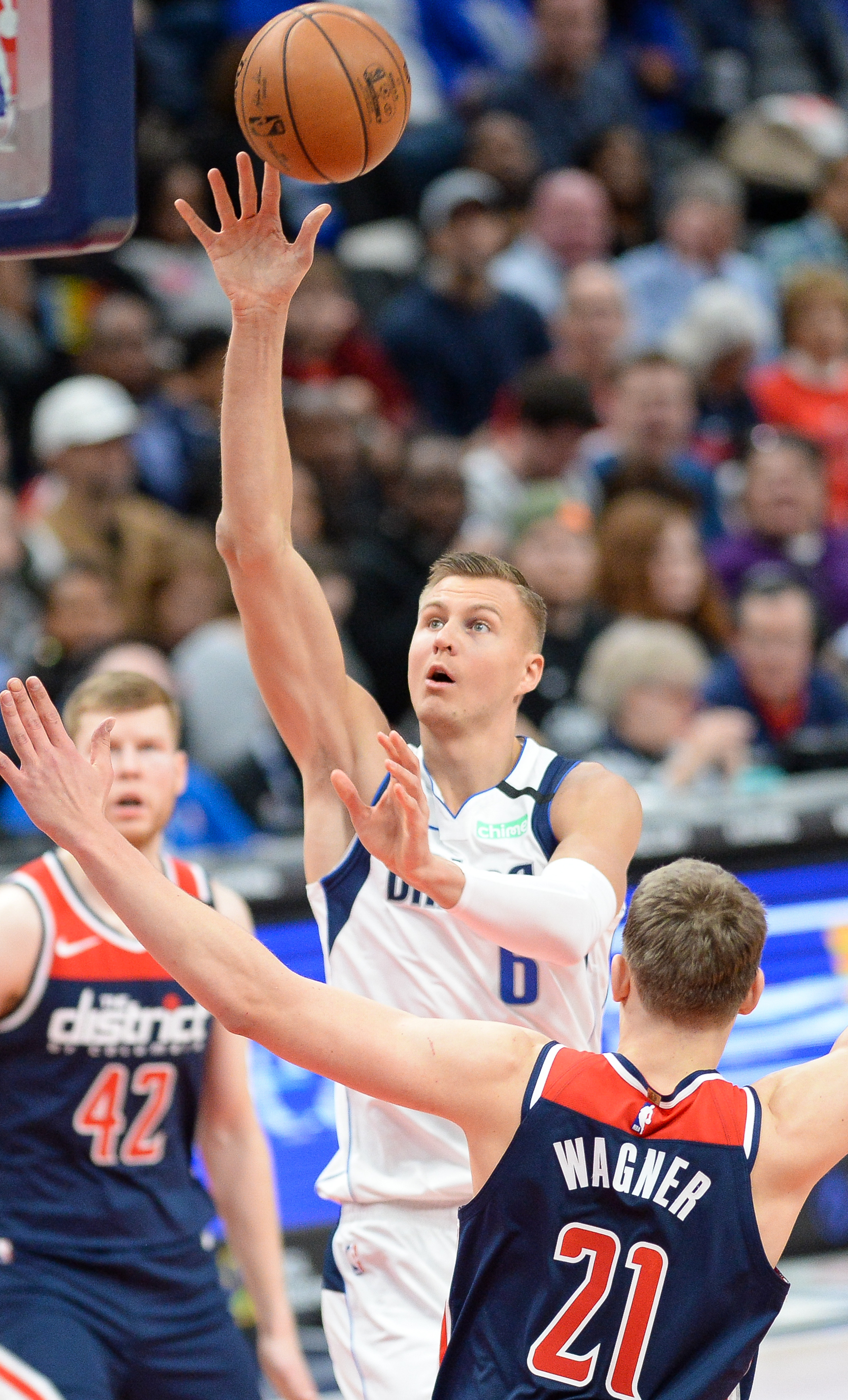
2020年のポルジンギス

2019-20シーズンは57試合に出場して平均20.4得点、9.5リバウンド、1.8アシスト、0.7スティール、2.0ブロックを記録した。初出場となったプレーオフではロサンゼルス・クリッパーズと対戦し、ルカ・ドンチッチと共にチームを牽引していたが、第3戦で右膝半月板損傷により負傷退場した。オフの10月に半月板の手術を受けた。
2020-21シーズンは12月に開幕したが、手術の影響で復帰が遅れ、2021年1月13日のシャーロット・ホーネッツ戦で初出場し、約21分間で16得点を記録した。新型コロナウイルス陽性となったこともあり、全55試合中、出場出来たのは21試合となっていた。

### ワシントン・ウィザーズ
2022年2月10日にスペンサー・ディンウィディー、ダービス・ベルターンスとのトレードで、ドラフト2巡目指名権と共にワシントン・ウィザーズへ移籍した。3月9日のアトランタ・ホークスとの対戦でキャリアハイを更新する43得点を記録した。

### ボストン・セルティックス
2023年6月22日、ウィザーズ、グリズリーズ、セルティックスの3チーム間のトレードでセルティックスに移籍した。2023-24シーズン、セルティックスでのデビュー戦となった、マディソン・スクエア・ガーデンでの古巣ニューヨーク・ニックスとの開幕戦では30得点を記録、これはチームのデビュー戦における歴代最多得点記録となった。プレイオフ、マイアミ・ヒートとの1回戦第4戦以降を負傷で欠場、ダラス・マーベリックスとのファイナル第1戦で複帰し、21分間のプレイで20得点を記録するなど勝利に貢献したが、第2戦で負傷し、第3戦、4戦を欠場、第5戦で複帰し、優勝を果たした。
2024-25シーズン、1月30日のシカゴ・ブルズ戦でキャリアハイに並ぶ8本の3ポイントを成功させて、シーズンハイの34得点を記録した。4月9日のニューヨーク・ニックスとの対戦でもキャリアハイと並ぶ8本の3ポイントを成功させるなど、シーズンハイタイの34得点を記録して勝利に貢献した。このシーズン、スリーポイント成功率はキャリアハイの41.2パーセントを記録したが、長引く体の不調によりプレイオフでも出場機会とプレーイングタイムは限定されたものとなった。

### アトランタ・ホークス
2025年6月25日、ボストン・セルティックス、アトランタ・ホークス、ブルックリン・ネッツが絡む3チーム間トレードによって、2026年のドラフト2巡目指名権とともにホークスに放出された。

## 個人成績

### NBA

#### レギュラーシーズン
| シーズン | チーム | GP  | GS  | MPG  | FG%  | 3P%  | FT%  | RPG | APG | SPG | BPG | PPG  |
| -------- | ------ | --- | --- | ---- | ---- | ---- | ---- | --- | --- | --- | --- | ---- |
| 2015–16  | NYK    | 72  | 72  | 28.4 | .421 | .333 | .838 | 7.3 | 1.3 | .7  | 1.9 | 14.3 |
| 2016–17  | NYK    | 66  | 65  | 32.8 | .450 | .357 | .786 | 7.2 | 1.5 | .7  | 2.0 | 18.1 |
| 2017–18  | NYK    | 48  | 48  | 32.4 | .439 | .393 | .793 | 6.6 | 1.2 | .8  | 2.4 | 22.7 |
| 2019–20  | DAL    | 57  | 57  | 31.8 | .427 | .352 | .799 | 9.5 | 1.8 | .7  | 2.0 | 20.4 |
| 2020–21  | DAL    | 43  | 43  | 30.9 | .476 | .376 | .855 | 8.9 | 1.6 | .5  | 1.3 | 20.1 |
| 2021–22  | DAL    | 34  | 34  | 29.5 | .451 | .283 | .865 | 7.7 | 2.0 | .7  | 1.7 | 19.2 |
| 2021–22  | WAS    | 17  | 17  | 28.2 | .475 | .367 | .871 | 8.8 | 2.9 | .7  | 1.5 | 22.1 |
| 2022–23  | WAS    | 65  | 65  | 32.6 | .498 | .385 | .851 | 8.4 | 2.7 | .9  | 1.5 | 23.2 |
| 2023–24  | BOS    | 57  | 57  | 29.6 | .516 | .375 | .858 | 7.2 | 2.0 | .7  | 1.9 | 20.1 |
| 2024–25  | BOS    | 42  | 42  | 28.8 | .483 | .412 | .809 | 6.8 | 2.1 | .7  | 1.5 | 19.5 |
| 通算     | 通算   | 501 | 500 | 30.8 | .461 | .366 | .829 | 7.8 | 1.8 | .7  | 1.8 | 19.6 |

#### プレーオフ
| シーズン | チーム | GP | GS | MPG  | FG%  | 3P%  | FT%  | RPG | APG | SPG | BPG | PPG  |
| -------- | ------ | -- | -- | ---- | ---- | ---- | ---- | --- | --- | --- | --- | ---- |
| 2020     | DAL    | 3  | 3  | 31.3 | .525 | .529 | .870 | 8.7 | .7  | .0  | 1.0 | 23.7 |
| 2021     | DAL    | 7  | 7  | 33.3 | .472 | .296 | .842 | 5.4 | 1.3 | 1.3 | .7  | 13.1 |
| 2024     | BOS    | 7  | 4  | 23.6 | .467 | .345 | .909 | 4.4 | 1.1 | .7  | 1.6 | 12.3 |
| 2025     | BOS    | 11 | 7  | 21.0 | .316 | .154 | .689 | 4.6 | .7  | .9  | .8  | 7.7  |
| 通算     | 通算   | 28 | 21 | 25.8 | .430 | .313 | .798 | 5.2 | 1.0 | .9  | 1.0 | 11.9 |

## プレースタイル・評価
ミドルレンジのジャンパー、3ポイントに加え、ペイント内に切り込んでの得点も多い。サイズを活かした守備でも活躍を見せるが、怪我による欠場も多い。
ニックス在籍時（2018年頃）、当時のNBA選手としては珍しい、7フッターでありながら3ポイントシュートの成功率が高い選手であった。

## タイトル・表彰・記録
- NBAオールスターゲーム選出：1回（2018年）
- NBAオールルーキーチーム：2016年（1stチーム）

## その他
- 2015年のNBAドラフトでは、ポルジンギスとCBセビリアでチームメイトだったウィリー・エルナンゴメスも35位でフィラデルフィア・76ersから指名され、その後交渉権がニューヨーク・ニックスに渡っている。尚、エルナンゴメスは、2015-16シーズンはレアル・マドリード・バロンセストでプレー、2016-17シーズンからニックスで共にプレーしていた。